# Santenay (Loir-et-Cher)
Santenay is een gemeente in het Franse departement Loir-et-Cher (regio Centre-Val de Loire) en telt 254 inwoners (1999). De plaats maakt deel uit van het arrondissement Blois.

## Geografie
De oppervlakte van Santenay bedraagt 28,6 km², de bevolkingsdichtheid is 8,9 inwoners per km².
De onderstaande kaart toont de ligging van Santenay (Loir-et-Cher) met de belangrijkste infrastructuur en aangrenzende gemeenten.

## Demografie
Onderstaande figuur toont het verloop van het inwonertal (bron: INSEE-tellingen).